# Kostarická fotbalová reprezentace
Kostarická fotbalová reprezentace reprezentuje Kostariku na mezinárodních fotbalových akcích, jako je mistrovství světa, Zlatý pohár CONCACAF či Středoamerický pohár.
Na Mistrovství světa 2014 v Brazílii byla Kostarika zařazena do těžké základní skupiny D, kterou někteří experti považovali za tzv. „skupinu smrti“, v níž byla považována za outsidera. Mimo ni zde byli tři favorizované týmy a bývalí světoví šampioni Itálie, Anglie a Uruguay. Kostarika dokázala porazit Uruguay a Itálii a remizovat s Anglií, čímž si se ziskem 7 bodů zajistila první místo ve skupině a postup do osmifinále. Stala se velkým překvapením turnaje. Byl to zároveň její historicky druhý postup do vyřazovací fáze MS (první zvládla v roce 1990).
Tým je známý pod přezdívkou Ticos, což je obecné označení pro obyvatele Kostariky, pocházející ze španělského výrazu „hermanticos“ (bratříčci).

## Mistrovství světa
Seznam zápasů kostarické fotbalové reprezentace na MS
| Rok    | Účast                                           | Soupisky |
| ------ | ----------------------------------------------- | -------- |
| 1930   | Bez účasti                                      |          |
| 1934   | Bez účasti                                      |          |
| 1938   | Vzdali                                          |          |
| 1950   | Bez účasti                                      |          |
| 1954   | Bez účasti                                      |          |
| 1958   | Nepostoupili z kvalifikace                      |          |
| 1962   | Nepostoupili z kvalifikace                      |          |
| 1966   | Nepostoupili z kvalifikace                      |          |
| 1970   | Nepostoupili z kvalifikace                      |          |
| 1974   | Nepostoupili z kvalifikace                      |          |
| 1978   | Nepostoupili z kvalifikace                      |          |
| 1982   | Nepostoupili z kvalifikace                      |          |
| 1986   | Nepostoupili z kvalifikace                      |          |
| 1990   | Vyřazeni v osmifinále Československem           | Soupiska |
| 1994   | Nepostoupili z kvalifikace                      |          |
| 1998   | Nepostoupili z kvalifikace                      |          |
| 2002   | nepostoupili ze skupiny                         | Soupiska |
| 2006   | nepostoupili ze skupiny                         | soupiska |
| 2010   | Nepostoupili z kvalifikace                      |          |
| 2014   | Vyřazeni ve čtvrtfinále Nizozemskem             | soupiska |
| 2018   | nepostoupili ze skupiny                         | soupiska |
| 2022   | nepostoupili ze skupiny                         | Soupiska |
| Celkem | Účast – 6× Zlato – 0×, Stříbro – 0×, Bronz – 0× |          |